# Giuliana Marino
Giuliana Marino (Núremberg, 13 de mayo de 1986) es una modelo alemana.

## Carrera
Marino fue Playmate del Mes en abril de 2005 y Playmate del Año 2005 de la edición alemana de Playboy, y posteriormente Playmate del Mes de abril de 2007 de la edición estadounidense tras un encuentro con Hugh Hefner en Múnich. En octubre de 2007 apareció en la portada de la edición estadounidense de Playboy y apareció en 6 episodios de la serie docu-soap Girls of the Playboy Mansion. Fue invitada en la Mansión Playboy de 2006 a 2008.
En el programa TV total Turmspringen, en el que participaban en eventos deportivos famosos de diversa índole, Marino quedó sexta en la ronda preliminar de clavados sincronizados junto con Thessa Gierer (Miss Octubre) en 2005.
En Tuning World, ella y otros jueces como Myriel Brechtel (Miss Mayo 2005) y miembros de West Cost Customs votaron por Miss Tuning 2006.
En 2006, compitió en la carrera clasificatoria de la Copa Toyota Yaris en el circuito de Nürburgring, pero fracasó en esta primera experiencia de competición. Ese mismo año, apareció junto a otras compañeras Playmate en la película televisiva Guinness World Records, dirigida por Oliver Geissen.
En 2007, apareció en el episodio 5 de la telenovela Das Model und der Freak. También ese año, se unió a Agnieszka Hendel (Playmate del Año 2006) como dorsal número 3 en el rally anual Gumball 3000.
A esto le siguieron otras apariciones en formatos televisivos, como Wasserrutschen WM 2010 y Galileo en la cadena ProSieben, entre otros.
Para el grupo Lemon Ice, apareció en el vídeo musical de cada una de las primeras canciones Stand by me y Only you, ambas de 2007.
En 2012, formó parte del jurado del concurso Miss Franken Classic de Núremberg.

## Vida privada
Natural de Núremberg, es hija de inmigrantes italianos. Se casó con el empresario Michael Kertes en 2011 y adoptó su apellido, pero manteniendo Marino como nombre artístico. Viven separados desde 2019. Tienen dos hijos: niño y niña.
En 2010, comenzó a estudiar tecnología médica en la facultad técnica de la Universidad de Erlangen-Núremberg. Se trasladó al Technische Hochschule Nürnberg, donde se licenció en Ingeniería en 2016.